# Gérard de Rougemont
Gérard de Rougemont († zwischen 16. März und 5. Juni 1225 in Bellevaux) war von 1220 bis 1221 Bischof von Lausanne und von 1221 bis 1225 Erzbischof von Besançon.

## Leben
Gérard war der Sohn von Diebold, Herr von Rougemont, und der Alasia von Traves. Er war 1208 Dekan des Kapitels von St.-Stephan in Besançon. Das Domkapitel von Lausanne wählte ihn 1220 zum Bischof, 1221 wurde er Erzbischof von Besançon. Als die Bürgerschaft 1224 die Stadtherrschaft eroberte, verließ er die Stadt.